# Diritti televisivi del calcio

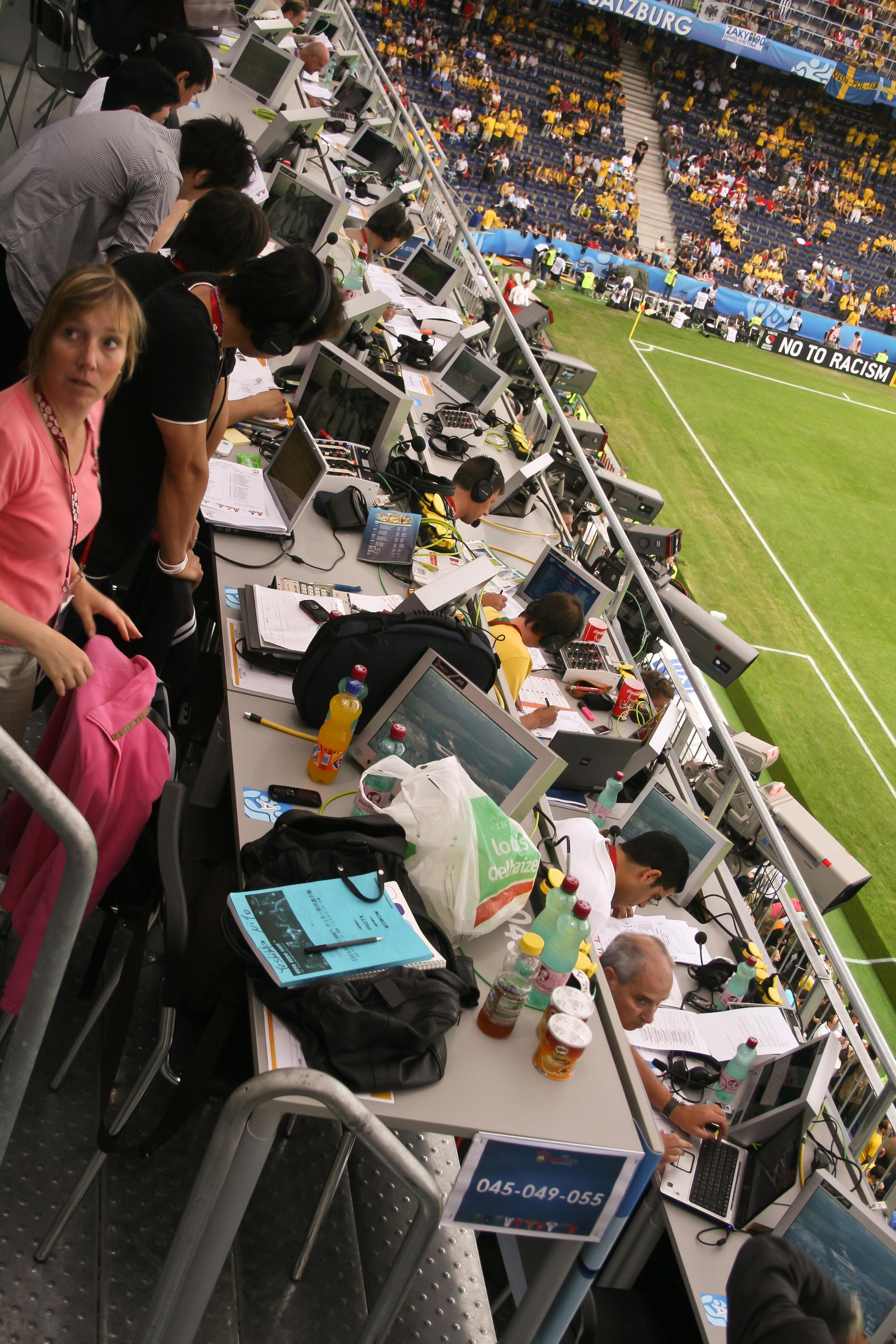
Giornalisti in tribuna stampa durante una partita di Euro 2008

I diritti televisivi del calcio sono i diritti di riprendere e trasmettere, in diretta o in differita e su qualunque piattaforma televisiva, le partite di calcio.
Data l'importanza in molti paesi del mondo del gioco del calcio, non solo dal punto di vista sportivo, ma anche da quello degli interessi economici, la formula scelta per regolare i diritti della ripresa televisiva condiziona pesantemente le squadre, i campionati e lo stesso mondo della televisione.

## Nozione
Il concetto di diritti televisivi è nato negli Stati Uniti per la trasmissione delle partite di football americano.

Sono stati trapiantati nei paesi europei dopo la caduta del muro di Berlino (1989), fra cui l'Italia nel 1993, creando la divisione fra paesi ricchi omologati nel modello unico di calcio e di "diritto calcistico" anglosassone e mondo sportivo dei paesi sottosviluppati, non appetibili ai network televisivi e rimasti senza diritti calcistici televisivi nella loro autonomia.

## Categorie di diritti televisivi calcistici
Nell'Occidente omologato si sono sviluppate le seguenti categorie di diritti calcistici televisivi o diritti televisivi calcistici:

### Diritti televisiviin vendita
Categoria intermedia generica introdotta in Italia nel 1980 e durata fino al 1993 (quando non c'era il concetto di criptabilità del segnale televisivo).

### Diritti televisivi criptati
Categoria definitiva che riguarda intere partite trasmesse in diretta. Introdotti in Italia nel 1993 appena la criptabilità fu scoperta, hanno chiuso ufficialmente l'era del "calcio da stadio".

### Diritti televisivi in chiaro
Categoria definitiva che  riguarda intere partire trasmesse in diretta.
Sono presenti in poche nazioni europee. In Italia esistono dal 1993 e sono appannaggio della Rai.

### Diritti sugli highlights
Categoria in evoluzione, che riguarda le sintesi delle partite. Anch'essi sono nati in Italia nel 1993.

## Ripartizione dei diritti

### Serie A
Dal 2010-2011 è scattata la ripartizione collettiva: 
- 40% in parti uguali ad ogni club per guadagno economico;
- 30% in base al bacino d'utenza (25% tifosi, 5% dimensioni del comune di residenza);
- 30% risultati sportivi (15% risultati ultimi 5 anni, 10% risultati dal 1946 fino a 6 anni fa e 5% risultati ultima stagione).

### Premier League
Ripartizione: 50% ad ogni club, 25% in base al piazzamento e il restante 25% secondo il bacino d'utenza.